# Нарезной мушкет
Нарезной мушкет (англ. Rifled musket) — один из видов огнестрельного оружия, созданный в середине XIX века. Первоначально этот термин относился только к тем мушкетам, которые были изначально произведены в качестве гладкоствольного оружия, а затем уже у них была произведена замена на нарезные стволы. Позднее это наименование присваивалось и к винтовкам, имевшим такую же конструкцию в целом, как гладкоствольный мушкет.

## Использование
Нарезные мушкеты наподобие Springfield Model 1861 широко использовались в Гражданской войне в США. Британский Pattern 1853 Enfield был наиболее широко используемым в войне в войсках Конфедерации, а американский Спрингфилд обр. 1861 в частях федеральной армии.
Pattern 1853 Enfield активно использовался британской армией в Крымской войне, благодаря чему британцы имели явное преимущество над русскими, вооружёнными гладкоствольными ружьями.
Однако нарезные мушкеты были не всегда эффективны. Так, в Австро-итало-французской войне 1859 года французские войска разбили австрийцев, вооружённых нарезными мушкетами, в ходе быстрых штыковых атак.